# ریگ‌ددان
ریگ‌ددان (نام علمی: Chalicotheriidae) نام یک تیره از راسته تک‌سم‌سانان است.